# Phlattothrata
Phlattothrata is een geslacht van spinnen uit de familie hangmatspinnen (Linyphiidae).

## Soorten
De volgende soorten zijn bij het geslacht ingedeeld:
- Phlattothrata flagellata (Emerton, 1911)
- Phlattothrata parva (Kulczyński, 1926)